# Pseudobias wardi
El bias de Ward (Pseudobias wardi) es una especie de ave paseriforme de la familia Vangidae endémica de Madagascar. Es la única especie del género Pseudobias. Anteriormente se clasificaba dentro de la familia Platysteiridae.

## Descripción
Mide alrededor de 15 cm de longitud. El plumaje del bias de Ward es blanco y negro. Sus partes superiores y pecho son negros, salvo una ancha banda blanca en las alas. Su garganta, laterales del cuello y su vientre son blancos. También tiene blanco un fino anillo ocular. Su pico negruzco es triangular y aplanado horizontalmente.

## Distribución y hábitat
Se encuentra principalmente en las selvas húmedas del este de Madagascar, aunque además existen algunas poblaciones aisladas en el interior de la isla.